# Rutland (Dakota del Nord)
Rutland és una població dels Estats Units a l'estat de Dakota del Nord. Segons el cens del 2000 tenia 220 habitants.

## Demografia
Segons el cens del 2000, Rutland tenia 220 habitants, 91 habitatges, i 53 famílies. La densitat de població era de 223,5 hab./km².
Dels 91 habitatges en un 29,7% hi vivien nens de menys de 18 anys, en un 54,9% hi vivien parelles casades, en un 3,3% dones solteres, i en un 40,7% no eren unitats familiars. En el 39,6% dels habitatges hi vivien persones soles el 24,2% de les quals corresponia a persones de 65 anys o més que vivien soles. El nombre mitjà de persones vivint en cada habitatge era de 2,42 i el nombre mitjà de persones que vivien en cada família era de 3,35.
Per edats la població es repartia de la següent manera: un 33,6% tenia menys de 18 anys, un 2,7% entre 18 i 24, un 23,6% entre 25 i 44, un 20,9% de 45 a 60 i un 19,1% 65 anys o més.
L'edat mediana era de 38 anys. Per cada 100 dones de 18 o més anys hi havia 105,6 homes.
La renda mediana per habitatge era de 26.786 $ i la renda mediana per família de 34.167 $. Els homes tenien una renda mediana de 29.375 $ mentre que les dones 17.321 $. La renda per capita de la població era de 14.064 $. Entorn del 7,1% de les famílies i el 20,3% de la població estaven per davall del llindar de pobresa.

## Poblacions més properes
El següent diagrama mostra les poblacions més properes.